# 권미진
권미진(1988년 10월 16일 ~ )은 대한민국의 희극 배우 겸 작가다. 2007년 MBC 팔도모창가수왕에 출전해 3위에 입상했었으며, 이후 2010년 KBS 25기 공채 개그맨으로 입사하였다.
2020년 8월 29일 결혼하였다.

## 이력
- 1988년에 몸무게 3.7kg 우량아로 태어났다.
- 개그콘서트 헬스걸 코너에서 이희경과 함께 출연하면서 원래 뚱뚱한 몸매에서 날씬한 몸매로 변한 것이 화제가 되었다. 특히 다이어트에 가장 큰 역할로 해독주스를 꼽아 해독주스 다이어트에 대한 관심이 쏟아졌다. 그리고 최근 '라스트 헬스보이' 코너에 살빠진 모습으로 깜짝 출연하였다.

## 학력
- 영광여자고등학교

## 연기 활동

### 방송
- KBS《개그콘서트》
  - 〈헬스걸〉
  - 〈미니시리즈 형제〉
  - 〈솔로천국 커플지옥〉
  - 〈봉숭아학당〉
  - 〈그들만의 스타〉
  - 〈뷰티스쿨〉
  - 〈희극 여배우들〉
- MBC 《팔도모창가수왕》(2007년)

### 영화
- 《킹콩을 들다》(2009년)
- 《설해》(2012년)

## 공연
- 2016년 이승윤 권미진과 함께하는 다이어트 토크쇼

## 도서
- 2013년 《헬스걸 권미진의 개콘보다 재밌는 다이어트》(조선앤북)
- 2014년 《헬스걸 권미진의 성형보다 예뻐지는 다이어트》(조선앤북)
- 2021년 《유지어터 권미진의 먹으면서 빼는 다이어트 레시피》(길벗)

## 경력
- 2012년 제1회 건강보험 건강달리기 축제 홍보대사

## 수상
- 2007년 MBC 팔도모창가수왕 3위

## 가족 관계
- 배우자 : 김창배 (1982년 ~ )
  - 딸 김나은 (2021년 2월 출산)

## 같이 보기
- 이승윤 (동료 개그맨 선배)